# Französischer Revolutionskalender/Y2
Dies ist der Französische Revolutionskalender für das Jahr II der Republik, das vom 22. September 1793 bis zum 21. September 1794 des gregorianischen Kalenders dauerte.